# Mitko Stojkovski
Dimitrija Stojkovski, conosciuto come Mitko Stojkovski (in macedone Митко Стојковски?; Bitola, 18 dicembre 1972), è un ex calciatore macedone, di ruolo difensore.

## Carriera
Inizia la carriera nel Pelister Bitola, squadra della sua città natale, che all'epoca militava nel campionato jugoslavo.
Debutta nel 1989 in Druga Liga, la seconda divisione. Dopo due stagioni arriva la promozione in massima serie: il Pelister partecipò alla Prva Liga 1991-1992, che concluse al 15º posto.
Nel 1992 fu acquistato dalla Stella Rossa. Giocò tre stagioni da titolare, vincendo due edizioni della Kup Jugoslavije e la Prva liga SR Jugoslavije 1994-1995.
Nel 1995 si trasferì in Spagna, per giocare in Primera División al Real Oviedo. Qui trovò in panchina l'allenatore jugoslavo Ivan Brzić. Esordì il 3 settembre alla prima giornata di campionato, in trasferta contro il Real Zaragoza (1-0). Nella prima stagione iberica giocò 40 partite, tra campionato e Copa del Rey. Nella stagione 1996-1997, sulla panchina asturiana si sedette Juan Manuel Lillo, ma Stojkovski conservò il suo posto da titolare. Collezionò in totale 37 presenze. Segnò il suo primo e unico gol con la maglia del Real Oviedo il 18 maggio 1997, contro il Compostela (2-2).
Successivamente si trasferì in Bundesliga, allo Stoccarda. Al primo anno in Germania fu finalista in Coppa delle Coppe, perdendo in finale contro il Chelsea (senza scendere in campo). Con lo Stoccarda collezionò 12 presenze in tre anni.
Chiuse la carriera al Pelister, la squadra che lo aveva iniziato al calcio professionistico, che nel frattempo era passata a giocare nel campionato macedone, in seguito all'indipendenza della Repubblica di Macedonia. 
Giocò per una stagione, vincendo la Coppa della Macedonia, il primo trofeo nella storia del Pelister. A fine anno si ritirò.

## Palmarès
- Coppa di Jugoslavia: 2

Stella Rossa: 1992-1993, 1994-1995
- Campionato jugoslavo: 1

Stella Rossa: 1994-1995
- Coppa di Macedonia: 1

Pelister: 2000-2001